# Penaeaceae
Penaeaceae là một họ thực vật hạt kín, bao gồm các loại cây bụi hay cây gỗ nhỏ, lá bóng như da, thường xanh, bản địa miền đông và nam châu Phi, đặc biệt tại Nam Phi. Khi hiểu theo nghĩa hẹp thì họ này chứa 23-25 loài trong 7 chi, còn khi hiểu theo nghĩa rộng như trong hệ thống APG III năm 2009 thì họ bao gồm 9 chi và 29-30 loài.

## Phân loại
- Tông Peneaeae de Candolle hay Penaeaceae sensu stricto: Khoảng 23-25 loài ở Nam Phi, chủ yếu tại nam và tây nam Cape.
  - Brachysiphon
  - Endonema
  - Glischrocolla
  - Penaea
  - Saltera (bao gồm cả Sarcocolla)
  - Sonderothamnus
  - Stylapterus: 8 loài
- Rhynchocalyx, đồng nghĩa: Rhynchocalycaceae L. A. S. Johnson & B. G. Briggs
  - Rhynchocalyx: 1 loài (Rhynchocalyx lawsonioides). Nam Phi, vùng duyên hải Natal và Transkei.)
- Tông Olinieae Horaninow, đồng nghĩa: Oliniaceae Arn., Plectroniaceae Hiern: 1 chi, 5 loài ở đông và nam châu Phi cũng như đảo St. Helena.
  - Olinia (bao gồm cả Plectronia)

## Hình ảnh

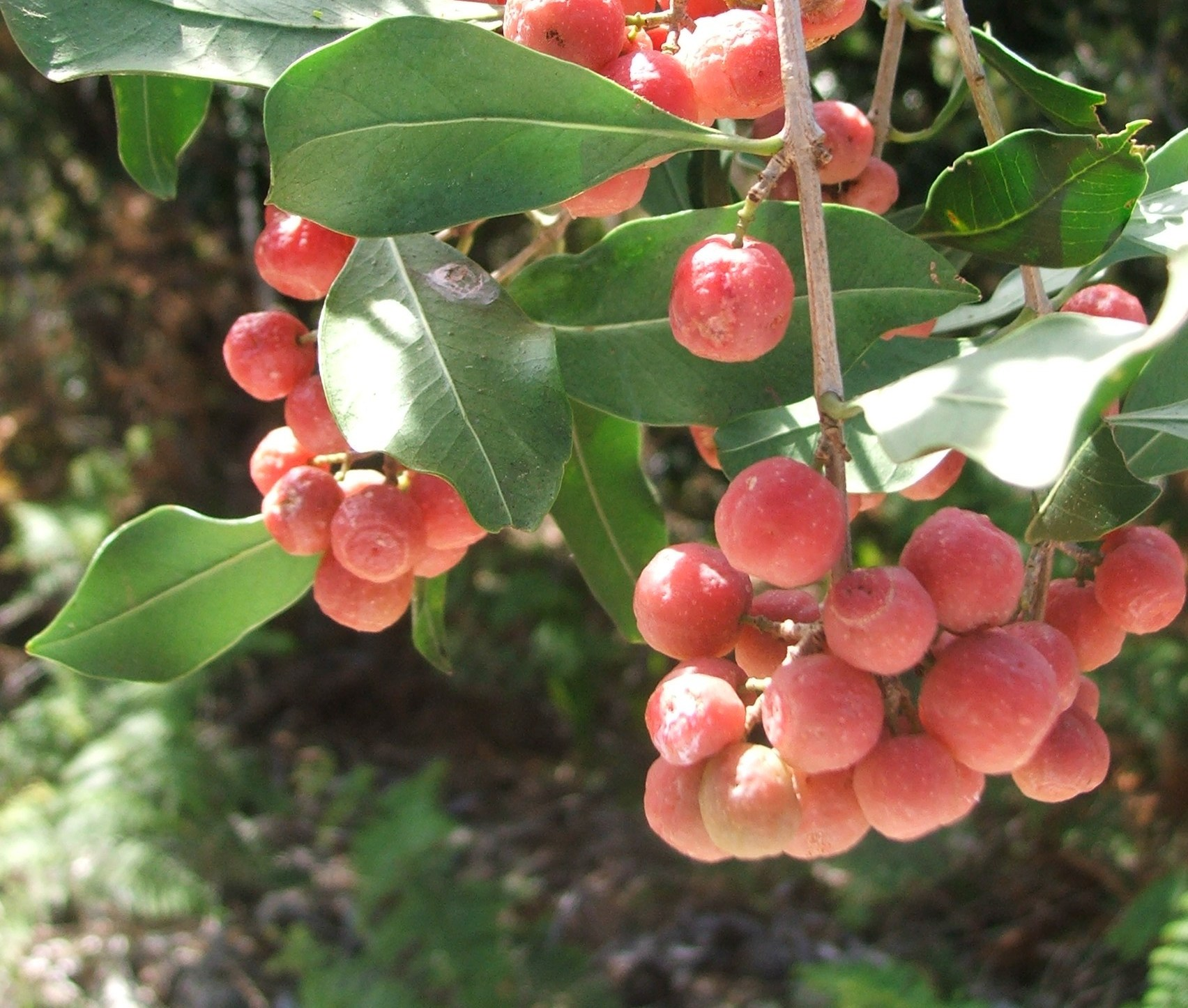